# Sambhunath
Sambhunath (nep. शंभूनाथ)  – gaun wikas samiti we wschodniej części Nepalu w strefie Sagarmatha w dystrykcie Saptari. Według nepalskiego spisu powszechnego z 2001 roku liczył on 1116 gospodarstw domowych i 6275 mieszkańców (3191 kobiet i 3084 mężczyzn).